# Olympische Jugend-Winterspiele 2024/Teilnehmer (Ukraine)
| Gelbes Symbol für Goldmedaillen mit stilisierten Olympischen Ringen | Graues Symbol für Silbermedaillen mit stilisierten Olympischen Ringen | Braundes Symbol für Bronzemedaillen mit stilisierten Olympischen Ringen |
| ------------------------------------------------------------------- | --------------------------------------------------------------------- | ----------------------------------------------------------------------- |
| —                                                                   | 1                                                                     | 1                                                                       |

Die Ukraine nahm mit 44 Athleten (24 Männer, 20 Frauen) an den Olympischen Jugend-Winterspielen 2024 in der südkoreanischen Provinz Gangwon teil.

## Medaillen

### Medaillenspiegel
| Rang   | Sportart | Gold | Silber | Bronze | Gesamt |
| ------ | -------- | ---- | ------ | ------ | ------ |
| 1      | Skeleton | —    | 1      | —      | 1      |
| 2      | Biathlon | —    | —      | 1      | 1      |
| Gesamt | Gesamt   | 0    | 1      | 1      | 2      |

### Medaillengewinner
| Name/n             | Sportart | Wettkampf   |
| ------------------ | -------- | ----------- |
| Silber             |          |             |
| Jaroslaw Lawrenjuk | Skeleton | Männer      |
| Bronze             |          |             |
| Polina Puzko       | Biathlon | 6 km Sprint |

## Teilnehmer nach Sportart

### Biathlon
| Athleten                                                          | Wettbewerbe                           | Zeit        | Fehler         | Rang   |
| ----------------------------------------------------------------- | ------------------------------------- | ----------- | -------------- | ------ |
| Frauen                                                            |                                       |             |                |        |
| Alina Chmil                                                       | 6 km Sprint                           | DNS         | DNS            | DNS    |
| Alina Chmil                                                       | 10 km Einzel                          | 40:06,4 min | 2 (0+2+0+0)    | 11     |
| Polina Puzko                                                      | 6 km Sprint                           | 20:54,1 min | 1 (0+1)        | Bronze |
| Polina Puzko                                                      | 10 km Einzel                          | 40:56,4 min | 4 (1+1+2+0)    | 17     |
| Walerija Schejhas                                                 | 6 km Sprint                           | 21:32,0 min | 2 (0+2)        | 12     |
| Walerija Schejhas                                                 | 10 km Einzel                          | 42:09,8 min | 4 (0+2+1+1)    | 23     |
| Iryna Schewtschenko                                               | 6 km Sprint                           | 22:09,8 min | 3 (1+2)        | 23     |
| Iryna Schewtschenko                                               | 10 km Einzel                          | 40:35,9 min | 3 (0+2+0+1)    | 12     |
| Männer                                                            |                                       |             |                |        |
| Oleksandr Bilanenko                                               | 7,5 km Sprint                         | 22:41,9 min | 3 (1+2)        | 12     |
| Oleksandr Bilanenko                                               | 12,5 km Einzel                        | 46:08,0 min | 6 (2+1+1+2)    | 24     |
| Oleksandr Holik                                                   | 7,5 km Sprint                         | 26:37,6 min | 4 (2+2)        | 76     |
| Oleksandr Holik                                                   | 12,5 km Einzel                        | 50:18,2 min | 6 (0+1+3+2)    | 63     |
| Dmytro Krjukow                                                    | 7,5 km Sprint                         | 24:37,2 min | 4 (2+2)        | 51     |
| Dmytro Krjukow                                                    | 12,5 km Einzel                        | 45:36,6 min | 4 (1+0+2+1)    | 12     |
| Iwan Steblyna                                                     | 7,5 km Sprint                         | 24:33,1 min | 4 (2+2)        | 47     |
| Iwan Steblyna                                                     | 12,5 km Einzel                        | 49:49,2 min | 8 (3+3+2+0)    | 57     |
| Mixed                                                             |                                       |             |                |        |
| Iryna Schewtschenko Oleksandr Bilanenko                           | Single-Mixed-Staffel (6 km + 7,5 km)  | 46:41,6 min | 3+15 (2+9 1+6) | 6      |
| Walerija Schejhas Polina Puzko Dmytro Krjukow Oleksandr Bilanenko | Mixed-Staffel (2 × 6 km + 2 × 7,5 km) | 1:23:24,2 h | 5+15 (2+7 3+8) | 9      |

### Curling
| Wettbewerb             | Mixed Doppel                                                               |
| ---------------------- | -------------------------------------------------------------------------- |
| Athleten               | Artem Schlyk Marharyta Lytwynenko                                          |
| Vorrunde               | Slowenien 5:11 Norwegen 2:7 Schweden 0:9 Vereinigte Staaten 1:9 Katar 12:8 |
| Viertelfinale          | ausgeschieden                                                              |
| Halbfinale             | ausgeschieden                                                              |
| Finale/Spiel um Bronze | ausgeschieden                                                              |
| Rang                   | 19                                                                         |

### Eiskunstlauf
| Athleten                        | Wettbewerb | Kurzprogramm/-tanz | Kurzprogramm/-tanz | Kür/Kürtanz | Kür/Kürtanz | Gesamt | Gesamt |
| Athleten                        | Wettbewerb | Punkte             | Rang               | Punkte      | Rang        | Punkte | Rang   |
| ------------------------------- | ---------- | ------------------ | ------------------ | ----------- | ----------- | ------ | ------ |
| Männer                          |            |                    |                    |             |             |        |        |
| Wadym Nowikow                   | Einzel     | 54,91              | 14                 | 105,73      | 14          | 160,64 | 14     |
| Mixed                           |            |                    |                    |             |             |        |        |
| Denys Fedjankin Sofija Rekunowa | Eistanz    | 35,76              | 11                 | 57,45       | 11          | 93,21  | 11     |

### Freestyle-Skiing
| Athleten                    | Wettbewerb             | Gruppenphase | Gruppenphase | Achtelfinale   | Achtelfinale | Achtelfinale | Viertelfinale | Viertelfinale | Viertelfinale | Halbfinale    | Halbfinale    | Halbfinale    | Finale/Kleines Finale | Finale/Kleines Finale | Finale/Kleines Finale | Rang |
| Athleten                    | Wettbewerb             | Punkte       | Rang         | Gegner         | Punkte       | Rang         | Gegner        | Punkte        | Rang          | Gegner        | Punkte        | Rang          | Gegner                | Punkte                | Rang                  | Rang |
| --------------------------- | ---------------------- | ------------ | ------------ | -------------- | ------------ | ------------ | ------------- | ------------- | ------------- | ------------- | ------------- | ------------- | --------------------- | --------------------- | --------------------- | ---- |
| Frauen                      |                        |              |              |                |              |              |               |               |               |               |               |               |                       |                       |                       |      |
| Juliana Kissil              | Dual Moguls            | 8            | 17           | —              | —            | —            | —             | —             | —             | ausgeschieden | ausgeschieden | ausgeschieden | ausgeschieden         | ausgeschieden         | ausgeschieden         | 17   |
| Männer                      |                        |              |              |                |              |              |               |               |               |               |               |               |                       |                       |                       |      |
| Dmytro Perez                | Dual Moguls            | 8            | 17           | —              | —            | —            | —             | —             | —             | ausgeschieden | ausgeschieden | ausgeschieden | ausgeschieden         | ausgeschieden         | ausgeschieden         | 17   |
| Mixed                       |                        |              |              |                |              |              |               |               |               |               |               |               |                       |                       |                       |      |
| Juliana Kissil Dmytro Perez | Mixed Team Dual Moguls | —            | —            | McLarnon/Cohen | 2            | 2            | ausgeschieden | ausgeschieden | ausgeschieden | ausgeschieden | ausgeschieden | ausgeschieden | ausgeschieden         | ausgeschieden         | ausgeschieden         | 15   |

| Athleten          | Wettbewerb | Qualifikation | Qualifikation | Finale        | Finale        | Rang |
| Athleten          | Wettbewerb | Punkte        | Rang          | Punkte        | Rang          | Rang |
| ----------------- | ---------- | ------------- | ------------- | ------------- | ------------- | ---- |
| Frauen            |            |               |               |               |               |      |
| Natalija Kasjuk   | Slopestyle | DNS           | DNS           | DNS           | DNS           | DNS  |
| Natalija Kasjuk   | Big Air    | 64,50         | 10            | 89,75         | 9             | 9    |
| Marija Anijtschyn | Slopestyle | 19,75         | 18            | ausgeschieden | ausgeschieden | 18   |
| Marija Anijtschyn | Big Air    | 66,00         | 9             | 114,75        | 8             | 8    |

### Nordische Kombination
| Athleten                | Wettbewerb                     | Skispringen | Skispringen | Skispringen | Langlauf    | Langlauf | Rang |
| Athleten                | Wettbewerb                     | Weite       | Punkte      | Rang        | Zeit        | Rang     | Rang |
| ----------------------- | ------------------------------ | ----------- | ----------- | ----------- | ----------- | -------- | ---- |
| Männer                  |                                |             |             |             |             |          |      |
| Oleksandr Schowkopljas  | Gundersen Normalschanze / 4 km | 72,0 m      | 43,9        | 30          | 19:42,9 min | 29       | 29   |
| Rostyslaw Kiraschtschuk | Gundersen Normalschanze / 4 km | 97,5 m      | 107,7       | 14          | 15:28,3 min | 12       | 12   |

### Rennrodeln
| Athleten                                                            | Wettbewerb   | Lauf 1   | Lauf 1 | Lauf 2   | Lauf 2 | Gesamt       | Gesamt |
| Athleten                                                            | Wettbewerb   | Zeit     | Rang   | Zeit     | Rang   | Zeit         | Rang   |
| ------------------------------------------------------------------- | ------------ | -------- | ------ | -------- | ------ | ------------ | ------ |
| Frauen                                                              |              |          |        |          |        |              |        |
| Darija Nekotjenjewa                                                 | Einsitzer    | 49,983 s | 20     | 50,166 s | 22     | 1:40,149 min | 19     |
| Daryna Fedortschuk                                                  | Einsitzer    | 49,529 s | 17     | 50,092 s | 21     | 1:39,621 min | 17     |
| Switlana Solowej Anna-Marija Harzula                                | Doppelsitzer | 49,160 s | 5      | 49,266 s | 4      | 1:38,426 min | 5      |
| Männer                                                              |              |          |        |          |        |              |        |
| Anton Schewtschuk                                                   | Einsitzer    | 47,642 s | 12     | 47,410 s | 12     | 1:35,052 min | 12     |
| Oleksandr Oleschtschenko Andrij Moch                                | Doppelsitzer | 48,903 s | 8      | 49,117 s | 7      | 1:38,020 min | 7      |
| Maksym Pantschuk Andrij Muz                                         | Doppelsitzer | 48,903 s | 8      | 49,117 s | 7      | 1:38,020 min | 7      |
| Mixed                                                               |              |          |        |          |        |              |        |
| Darija Nekotjenjewa Anton Schewtschuk Maksym Pantschuk / Andrij Muz | Teamstaffel  | —        | —      | —        | —      | 2:33,462 min | 5      |

### Shorttrack
| Athleten         | Wettbewerb | Vorläufe     | Vorläufe | Viertelfinale | Viertelfinale | Halbfinale    | Halbfinale    | Finale A/B    | Finale A/B    | Rang |
| Athleten         | Wettbewerb | Zeit         | Rang     | Zeit          | Rang          | Zeit          | Rang          | Zeit          | Rang          | Rang |
| ---------------- | ---------- | ------------ | -------- | ------------- | ------------- | ------------- | ------------- | ------------- | ------------- | ---- |
| Frauen           |            |              |          |               |               |               |               |               |               |      |
| Weronika Kremer  | 500 m      | 48,844 s     | 4        | ausgeschieden | ausgeschieden | ausgeschieden | ausgeschieden | ausgeschieden | ausgeschieden | 30   |
| Weronika Kremer  | 1000 m     | 1:40,527 min | 4        | ausgeschieden | ausgeschieden | ausgeschieden | ausgeschieden | ausgeschieden | ausgeschieden | 30   |
| Weronika Kremer  | 1500 m     | —            | —        | 2:44,426 min  | 5             | ausgeschieden | ausgeschieden | ausgeschieden | ausgeschieden | 28   |
| Diana Demotschko | 500 m      | 48,370 s     | 3        | ausgeschieden | ausgeschieden | ausgeschieden | ausgeschieden | ausgeschieden | ausgeschieden | 27   |
| Diana Demotschko | 1000 m     | 1:58,732 min | 4        | ausgeschieden | ausgeschieden | ausgeschieden | ausgeschieden | ausgeschieden | ausgeschieden | 34   |
| Diana Demotschko | 1500 m     | —            | —        | 2:41,971 min  | 4             | 2:41,167 min  | 5             | ausgeschieden | ausgeschieden | 17   |
| Männer           |            |              |          |               |               |               |               |               |               |      |
| Wolodymyr Melnyk | 500 m      | 44,455 s     | 2        | 44,521 s      | 5             | ausgeschieden | ausgeschieden | ausgeschieden | ausgeschieden | 20   |
| Wolodymyr Melnyk | 1000 m     | 1:37,915     | 4        | ausgeschieden | ausgeschieden | ausgeschieden | ausgeschieden | ausgeschieden | ausgeschieden | 31   |
| Wolodymyr Melnyk | 1500 m     | —            | —        | 2:23,789 min  | 6             | ausgeschieden | ausgeschieden | ausgeschieden | ausgeschieden | 31   |

### Skeleton
| Athleten           | Lauf 1  | Lauf 1 | Lauf 2  | Lauf 2 | Gesamt      | Gesamt |
| Athleten           | Zeit    | Rang   | Zeit    | Rang   | Zeit        | Rang   |
| ------------------ | ------- | ------ | ------- | ------ | ----------- | ------ |
| Männer             |         |        |         |        |             |        |
| Jaroslaw Lawrenjuk | 52,89 s | 3      | 52,78 s | 2      | 1:45,67 min | Silber |
| Wladyslaw Klymenko | 58,08 s | 20     | 56,49 s | 16     | 1:54,57 min | 20     |

### Ski Alpin
| Athleten           | Wettbewerb         | Lauf 1      | Lauf 1 | Lauf 2      | Lauf 2 | Gesamt      | Gesamt |
| Athleten           | Wettbewerb         | Zeit        | Rang   | Zeit        | Rang   | Zeit        | Rang   |
| ------------------ | ------------------ | ----------- | ------ | ----------- | ------ | ----------- | ------ |
| Frauen             |                    |             |        |             |        |             |        |
| Marija Sorokmanjuk | Super-G            | —           | —      | —           | —      | 1:01,84 min | 46     |
| Marija Sorokmanjuk | Alpine Kombination | 1:05,32 min | 51     | 1:01,29 min | 30     | 2:06,61 min | 33     |
| Marija Sorokmanjuk | Riesenslalom       | DNF         | DNF    | DNF         | DNF    | DNF         | DNF    |
| Marija Sorokmanjuk | Slalom             | 1:00,85 min | 49     | DNF         | DNF    | DNF         | DNF    |
| Männer             |                    |             |        |             |        |             |        |
| Oleksandr Pazahan  | Super-G            | —           | —      | —           | —      | 59,41 s     | 44     |
| Oleksandr Pazahan  | Alpine Kombination | 59,48 s     | 47     | 1:01,69 min | 31     | 2:01,17 min | 32     |
| Oleksandr Pazahan  | Riesenslalom       | 55,14 s     | 52     | DNF         | DNF    | DNF         | DNF    |
| Oleksandr Pazahan  | Slalom             | 53,10 s     | 46     | 59,75 s     | 33     | 1:52,85 min | 32     |

### Skilanglauf
| Athleten                                                           | Wettbewerb       | Zeit        | Rang |
| ------------------------------------------------------------------ | ---------------- | ----------- | ---- |
| Frauen                                                             |                  |             |      |
| Sofija Schkatula                                                   | 7,5 km klassisch | 24:04,8 min | 24   |
| Marija Pawlenko                                                    | 7,5 km klassisch | 24:55,7 min | 34   |
| Männer                                                             |                  |             |      |
| Nasarij Tesselskyj                                                 | 7,5 km klassisch | 21:30,2 min | 33   |
| Bohdan Nikulin                                                     | 7,5 km klassisch | 21:27,2 min | 32   |
| Mixed                                                              |                  |             |      |
| Marija Pawlenko Nasarij Tesselskyj Sofija Schkatula Bohdan Nikulin | 4 × 5 km Staffel | 57:13,4 min | 12   |

| Athleten           | Wettbewerb      | Qualifikation | Qualifikation | Viertelfinale | Viertelfinale | Halbfinale    | Halbfinale    | Finale        | Finale        | Rang |
| Athleten           | Wettbewerb      | Zeit          | Rang          | Zeit          | Rang          | Zeit          | Rang          | Zeit          | Rang          | Rang |
| ------------------ | --------------- | ------------- | ------------- | ------------- | ------------- | ------------- | ------------- | ------------- | ------------- | ---- |
| Frauen             |                 |               |               |               |               |               |               |               |               |      |
| Sofija Schkatula   | Sprint Freistil | 3:52,19 min   | 36            | ausgeschieden | ausgeschieden | ausgeschieden | ausgeschieden | ausgeschieden | ausgeschieden | 36   |
| Marija Pawlenko    | Sprint Freistil | 3:55,51 min   | 41            | ausgeschieden | ausgeschieden | ausgeschieden | ausgeschieden | ausgeschieden | ausgeschieden | 41   |
| Männer             |                 |               |               |               |               |               |               |               |               |      |
| Bohdan Nikulin     | Sprint Freistil | 3:12,27 min   | 26            | 3:13,93 min   | 5             | ausgeschieden | ausgeschieden | ausgeschieden | ausgeschieden | 23   |
| Nasarij Tesselskyj | Sprint Freistil | 3:18,93 min   | 38            | ausgeschieden | ausgeschieden | ausgeschieden | ausgeschieden | ausgeschieden | ausgeschieden | 37   |

### Skispringen
| Athleten                                                     | Wettbewerb               | 1. Durchgang                | 1. Durchgang | 1. Durchgang | 2. Durchgang                | 2. Durchgang | 2. Durchgang | Gesamt | Gesamt |
| Athleten                                                     | Wettbewerb               | Weite                       | Punkte       | Rang         | Weite                       | Punkte       | Rang         | Punkte | Rang   |
| ------------------------------------------------------------ | ------------------------ | --------------------------- | ------------ | ------------ | --------------------------- | ------------ | ------------ | ------ | ------ |
| Frauen                                                       |                          |                             |              |              |                             |              |              |        |        |
| Schanna Hluchowa                                             | Normalschanze            | 81,0 m                      | 55,4         | 18           | 74,0 m                      | 42,7         | 23           | 98,1   | 21     |
| Daryna Iltschuk                                              | Normalschanze            | 61,5 m                      | 12,2         | 30           | 65,5 m                      | 21,7         | 30           | 33,9   | 30     |
| Männer                                                       |                          |                             |              |              |                             |              |              |        |        |
| Mykola Smyk                                                  | Normalschanze            | 83,5 m                      | 65,1         | 26           | 84,5 m                      | 64,7         | 26           | 129,8  | 28     |
| Wassyl Buchonko                                              | Normalschanze            | 79,5 m                      | 55,7         | 31           | 81,5 m                      | 58,7         | 29           | 114,4  | 31     |
| Mixed                                                        |                          |                             |              |              |                             |              |              |        |        |
| Schanna Hluchowa Mykola Smyk Daryna Iltschuk Wassyl Buchonko | Normalschanze Mannschaft | 75,0 m 91,5 m 63,0 m 75,0 m | 212,5        | 14           | 68,5 m 85,0 m 61,5 m 81,0 m | 200,5        | 14           | 413,0  | 14     |

### Snowboard
| Athleten        | Wettbewerb     | Vorrunde | Halbfinale    | Finale        | Rang |
| Athleten        | Wettbewerb     | Rang     | Rang          | Rang          | Rang |
| --------------- | -------------- | -------- | ------------- | ------------- | ---- |
| Männer          |                |          |               |               |      |
| Iwan Iwtschatow | Snowboardcross | 13       | ausgeschieden | ausgeschieden | 25   |